# Kleine Zweefmolen
Kleine Zweefmolen is een attractie in het Nederlandse attractiepark de Efteling gelegen op het Anton Pieckplein.

## Geschiedenis
In 1950 werd de zweefmolen aangekocht samen met nieuwe speeltoestellen als onderdeel van de uitbreiding van de speeltuin. De molen werd gedecoreerd door Anton Pieck. 
Bij de herindeling van het Anton Pieckplein in 2003 bleef de molen als 1 van de weinige zaken op zijn huidige plaats staan. 
In 2023 wordt de molen volledig gerestaureerd. 
Lijst van attracties in de Efteling · Lijst van sprookjes in de Efteling · Afbeeldingen